# 柯己志
柯己志（英語：Aldgate）是南澳州阿德萊德山的一個城鎮，距離阿德萊德市中心約21公里，屬阿德萊德山區議會範圍。柯己志鄰近山區市鎮中心士他令，人口約3,200人。

## 歷史

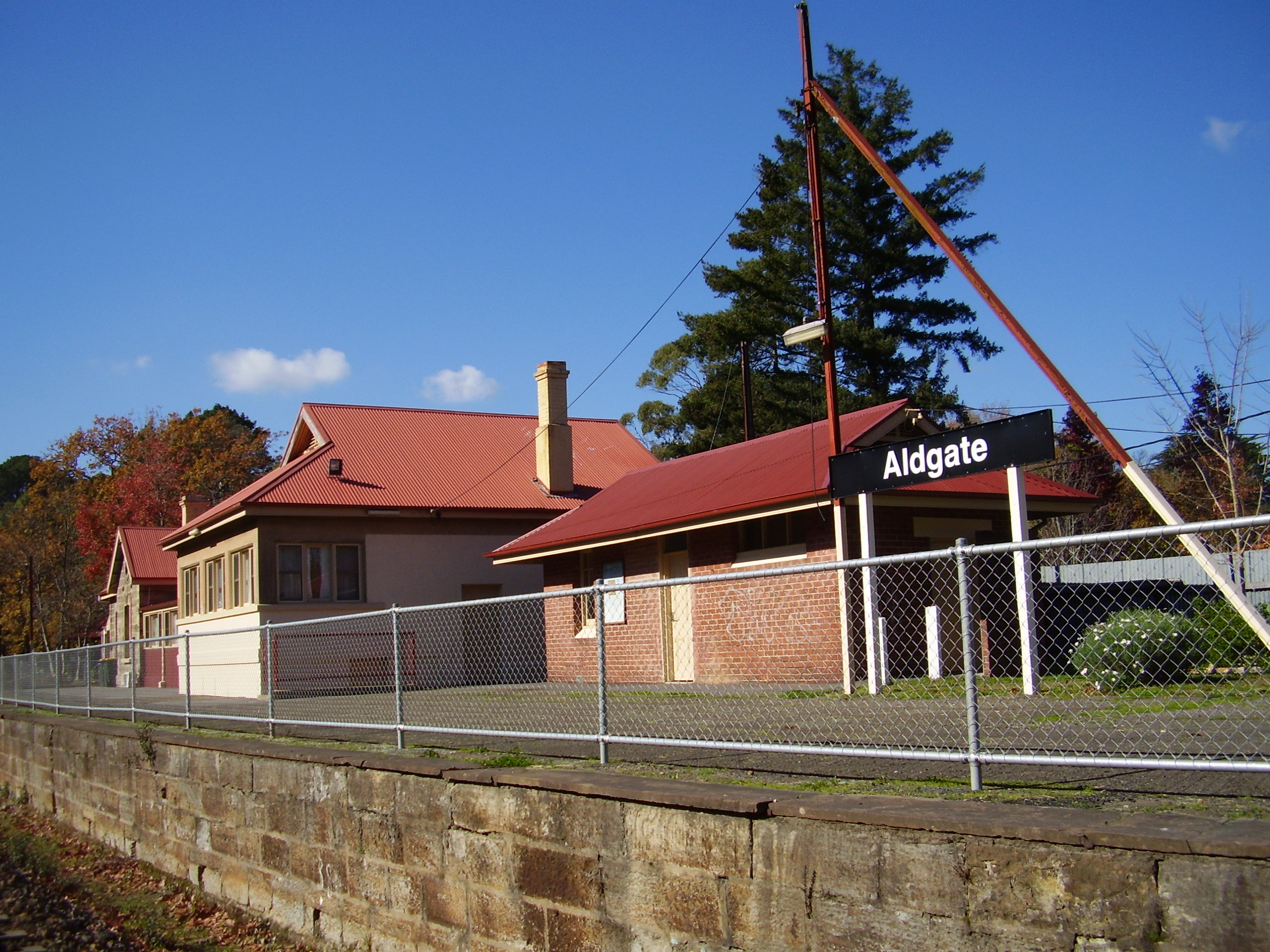
Aldgate's railway station was closed in the late 1980s.

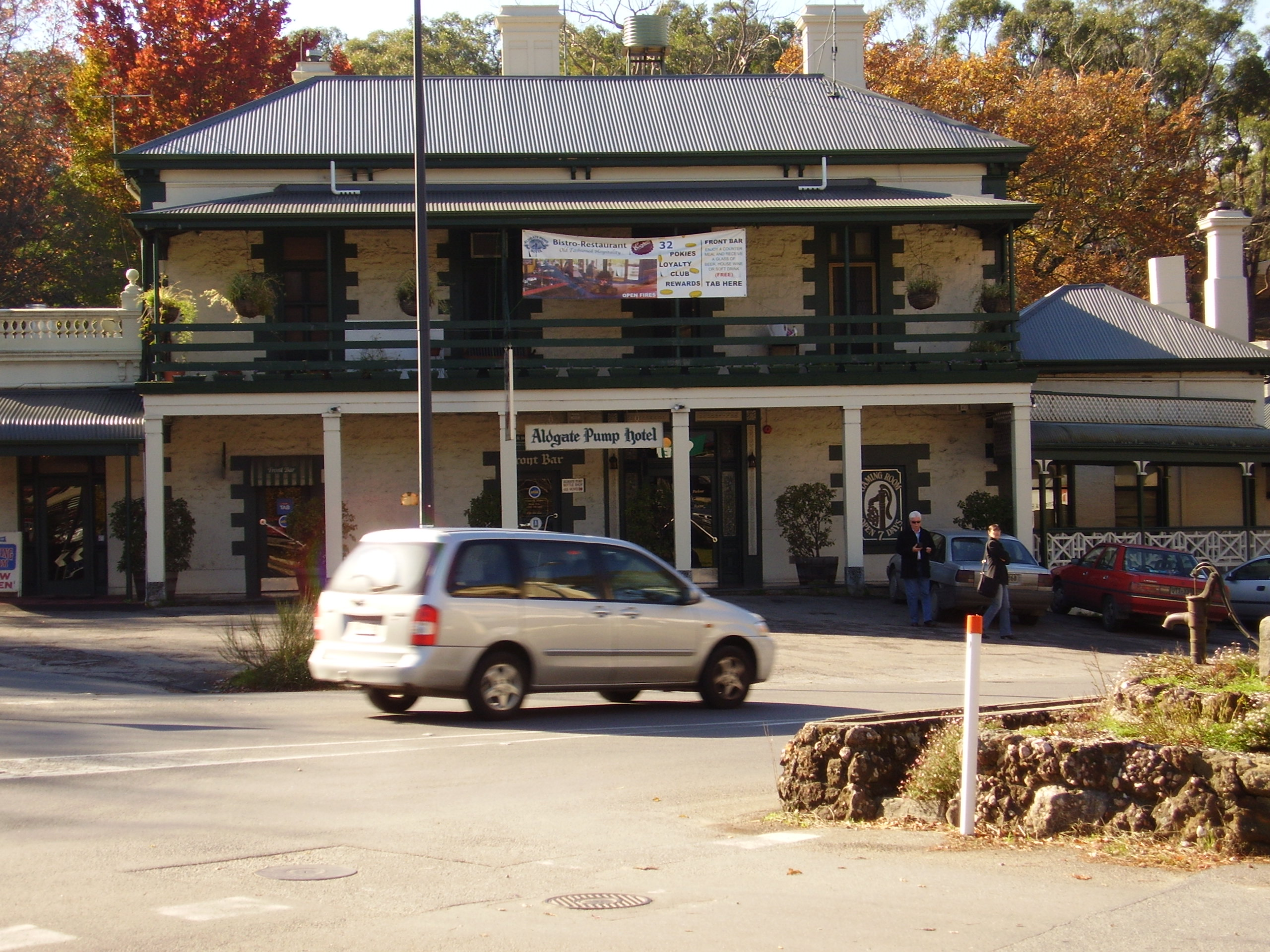
Aldgate Pump Hotel

柯己志一名源自1882年，Richard Dixon Hawkins在當地開設一間名為柯己志泵（英語：Aldgate Pump）酒店；名字是源自酒店外有一個水泵，而「柯己志」一詞源自英國倫敦阿爾德門，在古英語意指舊門。當時，柯己志泵是來往阿德萊德和伊真加金礦場一個休息點，除了工人會在柯己志喝酒外，亦是公牛、馬匹的休息時間。1870年開始，柯己志開始建立成一個小鎮，越來越多建築物落成。柯己志泵酒店老闆Richard Dixon Hawkins當時聲稱，每年約有60,000人經過酒店，因此變得非常有名。
1882年，山區土地及投資公司（英語：Hills Land and Investment Company）在柯己志購入土地再興建住宅。1883年初，柯己志是阿德萊德鐵路的終點站；同年11月，鐵路延伸至拿仁。
建於1940年，法定古蹟士丹基治樓暨花園亦位於柯己志。
千禧年代起，柯己志的排水系統日久失修，多次造成洪水氾濫。最嚴重一次於2005年11月8日上午八時，排水管爆裂導致柯己志街上大多建築被嚴重破懷。

## 交通
柯己志是白加山道、士他埠濱道兩條主要道路交匯處的所在地，另外亦可取道東南公路來往阿德萊德。2009至2010年間，白加山道、士他埠濱道及京士蘭道交界進行改善工程。

## 大眾文化
1978年，赤桉發行第一套專輯If You Don't Fight You Lose，其中「So Goodbye」一曲中有提到柯己志。
Your country home at Aldgate.——So Goodbye

## 外部連結
- "Hawkins" in the Kudnarto appendix （页面存档备份，存于）
- Placenames Online
- The Manning Index of South Australian History （页面存档备份，存于）
- Floods Hit Hills and Suburbs （页面存档备份，存于）
- The Advertiser：2005年柯己志水浸相集 （页面存档备份，存于）